# Cosa e Sent Front
Cosa e Sent Front (en francès Couze-et-Saint-Front) és un municipi francès situat al departament de la Dordonya i a la regió de la Nova Aquitània.

## Demografia
| 1962                                       | 1968 | 1975 | 1982 | 1990 | 1999 | 2007 |
| ------------------------------------------ | ---- | ---- | ---- | ---- | ---- | ---- |
| 885                                        | 876  | 921  | 831  | 781  | 759  | 775  |
| Des de 1962: població sense dobles comptes |      |      |      |      |      |      |

## Administració
| Període   | Identitat               | Partit |
| --------- | ----------------------- | ------ |
| 2002-2006 | Christian Sivadon       |        |
| 2006-2008 | Jean Cazzitti           |        |
| 2008-     | Véronique Dubeau-Valade |        |